# Chenal Gbaga
Le Chenal Gbaga représente l'une des trois étendues humides d'importance internationale incluses au sein de la réserve de biosphère du Mono. Elle constitue une frontière naturelle entre le Bénin et le Togo.

## Géographie
Le Chenal Gbaga, délimité par les parallèles 6°13' et 6°18' de latitude Nord ainsi que les méridiens 1°35' et 1°49' de longitude Est, se distingue en tant que site géographique d'une remarquable délimitation. Son territoire administratif s'étend du côté béninois, rattaché au Département du Mono, à proximité de la ville de Grand-Popo, tandis qu'au Togo, il s'étend jusqu'à la Préfecture des Lacs. En tant que composante de deux ensembles fluvio-lagunaires distincts, à savoir le complexe lagunaire de Grand-Popo au Bénin et le complexe lagunaire côtier au Togo, ce chenal joue un rôle crucial dans la préservation des équilibres écologiques régionaux, influencés par sa biodiversité faunistique et floristique prospère. Sous l'effet d'un régime pluvial tropical, son emplacement au sein du delta inférieur du Mono le classe comme le second déversoir côtier du fleuve Mono après la Sazué. Occupant une superficie d'environ 5275,88 hectares, cette zone humide transfrontalière est intégrée au prestigieux Site Ramsar du Complexe-Ouest 1017 au Bénin et au site Ramsar des zones humides du littoral du Togo (Site 1722). Conformément à la typologie biogéographique d'Udvardy (1975), le Chenal Gbaga est catégorisé dans le domaine Afro-Tropical, plus spécifiquement dans l'écorégion 7, caractérisée par les prairies, savanes et brousses tropicales et subtropicales,,.

## Les plans de sauvetage
Exerçant un rôle crucial dans le maintien de l'équilibre écologique, tout en étant reconnu pour sa riche biodiversité faunistique et floristique, le Chenal Gbaga subit les conséquences néfastes de sa popularité, se trouvant ainsi soumis à une exploitation excessive par les populations riveraines. Conscient de l'urgence de sauvegarder ce joyau naturel et de favoriser la régénération des écosystèmes aquatiques, notamment des mangroves, les gouvernements béninois et togolais ont conjointement instauré un plan de curage du chenal.
Les opérations de curage envisagées impliquent un faucardage intégral des plantes aquatiques envahissantes présentes dans le Chenal Gbaga, ainsi qu'un dragage visant à restaurer la navigabilité tout en préservant l'hydrodynamisme sédimentaire du système, dans le but de favoriser le développement économique et touristique de la région. En parallèle, une attention particulière sera accordée à la restauration des écosystèmes de mangroves, des environnements propices à la reproduction des poissons et à la régénération de la biodiversité aquatique,,,,,.